# Sahra Şaş
Sahra Şaş (* 15. November 1994 in Istanbul) ist eine türkische Schauspielerin kurdischer Abstammung.

## Biografie
Sahra Şaş wurde am 15. November 1994 in Istanbul geboren. Ihr Debüt gab sie 2013 in der Fernsehserie Tatar Ramazan: Ben Bu Oyunu Bozarim. Von 2013 bis 2014 bekam sie in Adını Kalbime Yazdım die Hauptrolle.
Anschließend trat sie 2017 in dem Film Martı auf. Im selben Jahr wurde Şaş für die Serie Çoban Yıldız gecastet. Außerdem setzte sie 2017 ihre Karriere in Kadın fort. Zwischen 2018 und 2019 spielte sie in Bizim Hikaye mit. 2023 war Şaş in 9 Oğuz zu sehen.

## Filmografie
Filme
- 2017: Martı

Serien
- 2013: Tatar Ramazan: Ben Bu Oyunu Bozarim
- 2013–2014: Adını Kalbime Yazdım
- 2017: Çoban Yıldız
- 2017–2019: Kadın
- 2018–2019: Bizim Hikaye
- 2020: Zemherı
- 2021: Ex Aşkım
- 2021: Alev Alev
- 2023: 9 Oğuz
- 2024: Uzak Şehir